# Umbro
Az Umbro egy angol sportfelszerelés-gyártó, amelyet 1924. május 23-án alapítottak az angliai Wilmslow-ban. Székhelye Manchesterben található. Sportruházatra specializálódtak, amelyeken a "dupla gyémánt" (Double Diamond) logójuk látható. Az Umbro termékeket több mint 100 országban forgalmazzák. A céget Harold és Wallace Humphreys testvérek alapították. Az "Umbro" név az um (a "Humphreys" szóból) és a bro (a "brothers" szóból) szótagok összevonása. 2012 óta az Iconix Brand Group leányvállalata.
A vállalkozás 1924-ben indult egy családi kocsmából, amelyet egykoron Harold és Wallace Humphreys szülei birtokoltak.
1990-1994 közt a magyar futball válogatott is Umbro-t hordott.

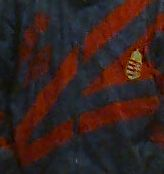
Umbro magyar válogatott felső.

2007. október 23-án a Nike 285 millió fontért felvásárolta az Umbrót.
2012 májusában a Nike bejelentette, hogy eladják az Umbrót és a Cole Haan-t, hogy a saját sportmárkáikra (Nike, Converse, Hurley és Air Jordan) koncentráljanak.